# If This Isn't Love (cântec de Jennifer Hudson)
„If This Isn't Love” este un cântec al interpretei americane Jennifer Hudson. 
În februarie 2009 balada a fost extrasă pe disc single și distribuită în Regatul Unit, regiune unde a câștigat locul 37. În Statele Unite ale Americii a urcat până pe treapta cu numărul 63, înregistrând clasări superioare față de succesorul său „Giving Myself”.